# 金剛丸 (特設巡洋艦)
この項目における金剛丸（こんごうまる Kongo Maru）は、かつて国際汽船が運航していた貨物船で、太平洋戦争では特設巡洋艦として運用されたが、比較的早い時期に戦没した。

## 概要
1919年（大正8年）7月、川崎造船所で建造中のストックボートや、委託された造船所所有船などを船隊の主力とし、遠洋航路経営のために川崎造船所や鈴木商店などが出資した国際汽船が創立された。2年後の1921年（大正10年）には、同じような目的で設立された川崎汽船や川崎造船所船舶部と航路の共同運営を開始。「Kライン」の始まりとなる。しかし、不況により収入が上がらず、減資を行ったものの改善しなかったため、1927年（昭和2年）の昭和金融恐慌をきっかけに銀行の管理下に入ることとなって「Kライン」から離脱した。その後、さらなる減資や利息の支払猶予などの救済策、低性能船の整理などを行った結果、経営状況は改善。また、政府による船舶改善助成施設などを活用した大幅な船質改善を行い、国際汽船の船隊は優秀船を主体とする船隊に変貌した。
「金剛丸」は播磨造船所で建造され、1935年（昭和10年）3月4日に竣工する。貨物船ではあるが、定員12名の一等客室を6室備えていた。「金剛丸」建造の際、国際汽船は第一次船舶改善助成施設を活用した。本船と引き換えに解体見合い船として解体される古船は以下の通り。
| 解体見合い船名 | 船主         | 総トン    | 進水年 | 建造所                                                               | 脚注   | 備考       |
| -------------- | ------------ | --------- | ------ | -------------------------------------------------------------------- | ------ | ---------- |
| 昭平丸         | 日本合同工船 | 3,750トン | 1893年 | London & Glasgow Engineering and Iron Shipbuilding Co Ltd.(イギリス) | [ 12 ] |            |
| 廣東丸         | 日本合同工船 | 2,566トン | 1883年 | Laird Bros. & Co.(イギリス)                                          | [ 13 ] |            |
| 釜山丸         | 日本合同工船 | 2,412トン | 1883年 | Flensberger Schiffsbau Ges.(ドイツ)                                  | [ 14 ] |            |
| 肥後丸         | 日本合同工船 | 1,354トン | 1884年 | London & Glasgow Engineering and Iron Shipbuilding Co Ltd.(イギリス) | [ 15 ] |            |
| 比羅夫丸       | 摂陽商船     | 1,480トン | 1907年 | ウィリアム・デニー・アンド・ブラザーズ社(イギリス)                   |        | [ 注釈 3 ] |

竣工後は日本郵船の委託船となってニューヨーク航路に就航する。9日と10時間の太平洋横断最速記録を所持していたこともある。約6年間の商業航海ののち、1941年（昭和16年）8月6日付で日本海軍に徴傭され、呉鎮守府籍となる。続いて9月5日付で特設巡洋艦として入籍し、入籍2日前の9月3日から10月15日までの間、生まれ故郷の播磨造船所で特設巡洋艦としての艤装工事が行われた。
特設巡洋艦となった「金剛丸」は第四艦隊（井上成美中将）附属（10月1日編入）となり、同じ特設巡洋艦の「金龍丸」（国際汽船、9,309トン）とともに舞鶴第一特別陸戦隊を乗せてトラック諸島に進出。次いで12月4日から5日にかけてはウォッジェ環礁への輸送任務を行い、クェゼリン環礁で12月8日の開戦を迎える。第四艦隊はウェーク島攻略を命じられており、第六水雷戦隊（梶岡定道少将）と第十八戦隊（丸茂邦則少将）を中心に攻略部隊を編成。千歳海軍航空隊の陸上攻撃機による爆撃に呼応して8日午後にルオットを出撃し、ウェーク島に向かう。12月10日夜、攻略部隊はウェーク島沖に到着し、「金剛丸」と「金龍丸」は大発動艇（大発）を降ろして陸戦隊の上陸に取りかかるが、折りからの荒波によって「金剛丸」からの大発のうち1隻が転覆し、「金龍丸」でも1隻が舷側に叩きつけられて使用不能となった。上陸は一旦延期され、3時25分から軽巡洋艦「夕張」以下諸艦艇によって艦砲射撃が開始され、「金剛丸」も約20分間参加する。しかし、ウェーク島の砲台から猛烈な反撃を受けた上に、健在のF4F ワイルドキャットが攻略部隊に対して繰り返し銃爆撃を行ってきた。4時すぎに「疾風」の爆沈を目の当たりにした攻略部隊は、ただちに南西方向への避退を開始する。「金剛丸」と「金龍丸」も揚陸作業を打ち切って避退を開始したが、明け方5時44分ごろにF4Fの銃爆撃を受け、機銃掃射により搭載していたガソリン入りのドラム缶が炎上する。船倉を密閉して酸素を絶ち消火したものの、戦死者3名、重傷者5名、軽傷者17名を出した。船体への被害も少なくなく、至近弾による浸水量が800トンから1,000トンもあった。攻略作戦自体もついに中止に決し、攻略部隊各艦はクェゼリンに退却することとなって、12月13日にルオットに帰投した。態勢を立て直した攻略部隊は、第二航空戦隊（山口多聞少将）などの支援を取り付け、第二次攻略戦を行うこととなった。この際、「金剛丸」と「金龍丸」からの大発揚陸は波浪との関係上不適であると判定されたため、「金剛丸」は第二次攻略戦では上陸作戦には使われず、設営隊を乗せて部隊に加わった。第二次攻略戦も猛烈な反撃に見舞われたが、ついに攻略に成功した。「金剛丸」は設営隊を輸送したのち12月25日にルオットに帰投し、翌12月26日に出港して12月29日にトラックに到着した。
1942年（昭和17年）に入り、「金剛丸」はラバウル攻略に起用される。R攻略部隊（志摩清英少将）本隊に編入され、第五根拠地隊高角砲隊を乗せて1月14日にグアム（大宮島）アプラ港を出撃。攻略作戦は1月23日に行われ、大きな抵抗もなく占領に成功し、以後日本軍の一大根拠地として君臨することとなる。攻略作戦後、「金剛丸」はトラック、大宮島およびサイパン島と寄港して、2月21日にラバウルに再び入港する。このころ、ラバウルの安全確保とオーストラリアへの圧力のため、ニューギニア島のラエおよびサラモアを占領する計画が立てられた。「金剛丸」は第八根拠地隊陸戦隊からの1個大隊と、第四設営班の一部を乗せ、3月5日にラバウルを出撃する。3日後の3月8日未明、SR攻略部隊は二手に分かれて堀井富太郎陸軍少将率いる南海支隊はサラモアに、陸戦隊はラエにそれぞれ上陸してともに占領に成功した。しかし、ラエには港湾施設がなく、「金剛丸」は特設敷設艦「天洋丸」（東洋汽船、6,843トン）や特設運送船「黄海丸」（嶋谷汽船、3,871トン）とともに沖合で荷役作業を行ったが、運搬に使用する大発の多くが悪天候で使えなかったので、作業のスピードは早くなかった。
真珠湾攻撃以後、アメリカ海軍は防戦一方だったが、真珠湾での災難から逃れた航空母艦を使って神出鬼没に日本軍拠点への奇襲を繰り返していた。このうち、ニューギニア方面への日本軍の進撃を妨害するため、2つの任務部隊をニューギニア方面に派遣した。空母「レキシントン」 (USS Lexington, CV-2) 基幹のアメリカ第11任務部隊（ウィルソン・ブラウン中将）と、「ヨークタウン」 (USS Yorktown, CV-5) を基幹とする第17任務部隊（フランク・J・フレッチャー少将）がそれで、当初はラバウルを南方から攻撃する計画になっていた。しかし、日本軍のラエとサラモアへの上陸を聞いて攻撃計画はラエとサラモアへの奇襲に変更された。
3月10日、「レキシントン」攻撃隊はサラモアを、「ヨークタウン」攻撃隊はラエをそれぞれ目指し、オーエンスタンレー山脈を越えて進撃する。2つの攻撃隊は朝方にラエとサラモアに到達し、SR攻略部隊の諸艦船は完全な奇襲を受けた。サラモアで陸軍輸送船「横浜丸」（日本郵船、6,143トン）が4発の命中弾により沈没し、敷設艦「津軽」と輸送船「ちゃいな丸」（川崎汽船、5,869トン）も損傷する。ラエでは特設水上機母艦「聖川丸」（川崎汽船、6,862トン）が至近弾で損傷し、「天洋丸」も被弾して海岸に座礁した。「金剛丸」は2発の爆弾を機械室と後部船倉に受けて炎上。浸水甚だしく、16時30分にラエ東方約3キロの地点にて沈没した。ラエとサラモアの在泊艦船のほか、沖合で哨戒中の第六水雷戦隊の「夕張」以下の艦艇も被害を受けた。アメリカ海軍によるこの奇襲は成功し、ある程度の成果を収めたと判定された。「金剛丸」は4月1日付で除籍および解傭された。

## 艦長
- 水崎正次郎 予備海軍大佐：1941年9月5日 - 1942年4月1日[52]